# NGC 518
NGC 518 (również PGC 5161 lub UGC 952) – galaktyka spiralna (Sa), znajdująca się w gwiazdozbiorze Ryb. Odkrył ją Albert Marth 17 grudnia 1864 roku.